# Фриман Дајсон
Фриман Џон Дајсон (енгл. Freeman John Dyson; Кровторн, Беркшир, Енглеска, 15. децембар 1923 — Принстон, 28. фебруар 2020) био је британско-амерички физичар и математичар. Бавио се квантном електродинамиком, физиком чврстог стања, астрономијом и нуклеарним инжењерством. Теоретисао је неколико појмова који носе његово име, као што су Дајсонова трансформација, Дајсоново дрво, Дајсонове серије и Дајсонова сфера.
Био је професор у Институту за напредне студије у Принстону, посетиоц Колеџа Ралстон, и члан Одбора спонзора Билтена атомских научника.

## Биографија

### Младост
Рођен је 15. децембра 1923. године у Кровторну, у Беркширу. Фриман Дајсон је био син енглеског композитора Џорџа Дајсона, који је касније био номинован за витеза. Његова мајка дипломирала је права, а након Дајсоновог рођења, радила је као социјални радник. Иако до почетка 20. века није било познато да су у сродству, Дајсон се одмалена угледао на астронома Френка Вотстона Дајсона, чија је прихваћеност утицала на његову заинтересованост за науку. Већ са 5 година, рачунао је број атома у Сунцу. Као дете, интересовали су га велики бројеви и Сунчев систем, и на њега је снажно утицала књига Men of mathematics коју је написао Ерик Темпл Бел. Политички, Дајсон је говорио да је био одгајан као социјалиста.
Од 1936. до 1941. године, Дајсон је био ученик на Винчестер колеџу, где је његов отац дириговао оркестром. Са 17 година, студирао је математику са Г. Х. Хардијем на Тринити колеџу, у Кембриџу (где је добио стипендију са 15 година) а са 19 година му је био додељен ратни посао на Одељењу за операциона истраживања (ОРС) под Бомбардерске команде Краљевског ваздухопловства, где је развио аналитичке методе за помоћ Краљевском ваздухопловству у бомбардовању Немачке за време Другог светског рата. После рата, Дајсон је поново био примљен на Тринити колеџ у Кембриџу, где је дипломирао на математици. Од 1946. до 1949. године, радио је на Тринити колеџу као сарадник, заузимајући просторије одмах испод филозофа Лудвига Витгенштајна, који је дао оставку 1947. године. Године 1947. Дајсон је објавио два рада о теорији бројева. Пријатељи и колеге описивали су га као стидљивог човека који ретко скреће пажњу на себе, другачијег, са обичајем да контрира, што су његови пријатељи сматрали пријатним и освежавајућим, док су супарници били огорчени тиме. „ Имам осећај када се формира консензус, као лед на језеру, да ће Дајсон дати све од себе да одломи део леда”, рекао је Стивен Вајнберг о њему. Дајсонов пријатељ, неуролог, рекао је "Омиљена Фриманова реч о креативности и бављењу науком је субверзивност. Веровао је да је битно не само бити ортодоксан, већ субверзиван, и такав је био цео свој живот. "

## Достигнућа

### Биотехнологија и генетски инжињеринг
Дајсон радосно признаје да су и његове способости прорицања заслужне, али да је „боље погрешити него бити нејасан”.
Моја књига Сунце, геном и Интернет (1999) даје визију зелене техологије обогаћених села широм света и заустављања миграција из села у велике градове. Три компоненте ове визије су кључне: сунце као извор енергије где је она неопходна, геном који укључује биљке које могу светлосну енергију да конвертују у хемијско гориво ефикасно и јефтино и Интернет који би омогућио превазилажење интелектуалне и екоомске изолације руралих насеља. Са све три компоненте на једном месту, свако село у Африци би могло да осећа благодети цивилизације.
"Како би се одговорило на потребе човечанства за материјалима, није довољно да техологија буде лепа, већ и јефтина."

### Порекло живота
Дајсон заступа концепт дуалног порекла: прво су формиране ћелије, потом ензими и, на крају, много касније, гени. Ово је први пут објављено од стране Александра Опарина. Џ. Б. С. Халдејн је независно развио сличну теорију. Дајсон је упростио проблем говорећи да се живот развијао у две фазе, временски веома раздвојене. Он сматра да је веома мало вероватно да су се гени развили одједном, током једног процеса, због биохемије. Данашње ћелије садрже аденозин-трифосфат, АТП, и аденозин-5`-монофосфат, АМП, који подсећају један на другог, али имају у потпуности другачије функције. АТП преноси енергију унутар ћелије, док је АМП гео рибонуклеинске киселине и генетског апарата. Дајсон претпоставља да су у примитивним ћелијама, које садрже АТП и АМП, РНК и репликација настале случајно због велике сличности АМП и РНК. Он претпоставља да је АМП добијан када молекул АТП изгуби две фосфатне групе, а једна ћелија је негде подлегла Ајгеновом експерименту и произвела РНК.
Нажалост, не постоје директни докази за концепт дуалног порекла, због тога што једном када се ген развије, он у потпуности потисне претходно присутне форме живота. У далекој прошлости, ћелије су вероватно биле велике капљице воде, које су заједно држале само силе површинског напона, у колима се дешавају хемијске реакције и препуне ензима, као и примитивни облик репликације. Када би капљица течности постале исувише велике, поделиле би се на два дела. Бројни сложени молекули настајали су у њима и вероватноћа да се гени развију у њима била је много већа него у пребиотском окружењу.

### Дајсонова сфера
Године 1960, Дајсон је написао чланак за часопис „Science”, под насловом „Потрага за вештачким инфрацрвеним зрачењем звезда”. Ту је поставио теорију по којој би технолошки напредна цивилизација ванземаљаца потпуно окружила матичну звезду вештачким омотачем у циљу прикупљања што веће количине енергије. У овом процесу Дајсонова сфера би исијавала велику количину инфрацрвеног зрачења. Тако би једна од метода потраге за ванземаљцима била потрага за великим објектима који исијавају инфрацрвено зрачење електромагнетног спектра.
Треба очекивати, да ће неколико хиљада година од почетка индустријског развоја, свака интелигентна врста настањивати вештачку биосферу која ће потпуно окруживати њихову матичну звезду.
Дајсон је замишљао овакву структуру као облак свемирских станица величине астероида, иако је писци научне фантастике радије замишљају као чврсту структуру. Било како било таква структура се често назива Дајсонова сфера иако је он користио израз оклоп. Дајсон каже да је у чланку користио израз вештачка биосфера у значењу станишта, а не облика. Концепт оклопа који прикупља енергију поставио је неколико деценија раније Олаф Стејплдон у свом роману „Звездотворац” из 1937. године за шта му је Дајсон јавно одао признање.

### Дајсоново дрво
Главни чланак: Дајсоново дрво

Дајсон је такође замислио Дајсоново дрво, генетски модификовану биљку која има могућност да расте на комети. Његова идеја била је да је могуће модификовати комете тако да садрже просторе испуњене ваздухом, стварајући самоодржива станишта за човечанство у спољашњем Сунчевом систему.
Дрвеће би могло да гради стаклене баште… Баш као што корњаче праве оклопе, поларни медведи крзно, а полипи коралне гребене у тропским морима. Сунце би могло да греје ово дрвеће, а оно би чувало кисеоник који производи путем фотосинтезе. Стаклена башта би била направљена од дебеле опне која би обезбеђивала топлотну изолацију, са малим прозорима за пропуштање светлости. Изван опне постојао би низ сочива која би усмеравала сунчеве зраке у унутрашњост… Групе стаклених башти расле би заједно формирајући станишта за друге биљне и животињске врсте.

### Свемирске колоније
На основу историјских истраживања трошкова путовања брода Мејфлауер и емиграције Мормона у Јуту која сам до сада одрадио, мислим да би било могуће отићи у свемир са много мањим трошковима. Циљани трошкови били би од 40.000 долара по особи и они би у реалној монетарној вредности могли да се пореде са колонизацијом Америке. Уколико се то не би свело на овакав ниво, онда ми то не би било ни интересантно јер у том случају одлазак у свемир био би луксуз који би само владе могле да приуште себи.
Дајсона интересује одлазак у свемир још од детињства, нарочито након читања научнофантастичне класике Олафа Стејплдона „Творац Звезда“. У младости он је радио за Џенерал Атомикс на Ориону свемирској летелици нуклеарног погона. Надао се да ће Пројекат Орион довести човека на Марс до 1965. године, а на Сатурн до 1970. Био је незадовољан дуже од четврт века начином на који је влада руководила путовање у свемир.
Проблем је наравно у чињеници да немају права на неуспех. Правила игре су та да не ризикујеш, јер ако не успеш онда ће вероватно цео програм бити избрисан.
Он се и даље нада да постоји јефтино путовање у свемир, али га разочарава то што чека да приватници развију нешто ново и јефтино.
Ниједан закон физике или биологије не брани јефтина путовања и насељавање широм Сунчевог система и даље. Али, није могуће предвидети колико ће то потрајати. Предвиђања тачних датума будућих достигнућа су очигледно нетачна. Ја претпостављам да ће доба јефтиних мисија без човека бити у следећих педесет година. Разумно је очекивати да ће отприлике толико времена и нама требати да научимо да узгајамо топлокрвне биљке.
Дајсон је такође предложио да користимо свемирске колоније настале биоинжињерингом како бисмо колонизовали Куипер каиш на спољним ивицама нашег Сунчевог система. Предложио је да се станиште може развити из спора очврснулих у свемиру. Те колоније би након тога могле да се греју великим рефлектором који би осветлио лишће биљке и фокусирао се на дотадашње слабо светло које је падало на колонију која се узгаја. Ово је илустровао Пет Роулингс и налази се на насловној страни часописа Национално Свемирско Удружење Ад Астра.

### Свемирска истраживања
Директна потрага за животом у океану Европе данас би била прескупа. Удари на Европу нам дају лакши начин да потражимо доказе о животу на њој. Сваки пут када се велики удар догоди на Европи, огромна количина воде се пљусне из океана у простор око Јупитера. Део воде испарава, а део се кондензује у снег. Створења која живе у води довољно далеко од удара имају шансу да буду послата у свемир нетакнута и да се брзо замрзну. Према томе, једноставан начин за тражење доказа о животу у океану Европе је тражење замрзнуте рибе у прстену свемирског отпада који кружи око Јупитера.
Замрзнута риба која кружи око Јупитера звучи нестварно, али природа у биолошком подручју је често нестварна. Обично маштовитија од нас. … Да бисмо имали најбоље шансе за успех, треба да будемо отворени за све могућности.

### Дајсонова вечита интелигенција
Главни чланак: Дајсонова вечита интелигенција
Дајсон је изнео теорију да интелигентна бића могу бити способна да размишљају о бесконачном броју мисли у отвореном / проширивом универзуму.

### Дајсонова трансформација
Главни чланак: Дајсонова трансформација
Дајсон такође има заслуге у теоријској математици. Његов концепт „Дајсонова трансформација” довео је до једне од најважнијих лема теореме Оливијеа Рамареа: да се сваки парни цео број може написати као сума не више од шест простих бројева.

### Дајсонове серије
Дајсонове серије, формално итеративно решење експлицитно временски зависне Шредингерове једначине, и одговарајући временски оператор θ, ентитет од основног значаја у математичкој формулацији квантне механике, именовани су по Дајсону.

### Квантна физика и прости бројеви
Дајсон и Хју Монтгомери, заједно су открили занимљиву повезаност квантне физике и Монтговеријеве претпоставке о нулама Зета функције. Прости бројеви 2, 3, 5, 7, 11, 13, 17, 19… описани су Римановом Зета функцијом. Дајсон је пре тога описао квантну физику базирану на низовима насумичних бројева. Монтгомери и Дајсон су открили да су сопствене вредности ових матрица расподељене у складу са Монтгомеријевом претпоставком о нетривијалним нулама Зета функције. Ендру Одлички је потврдио претпоставку помоћу компјутера, користећи Одличко-Шонагов алгоритам да израчуна вишеструке нуле. Дајсон је препознао ову повезаност захваљујући питању о теорији бројева, које му је Монтгомери једном поставио. Дајсон је објавио резултате 1947. године у теорији бројева, док је његов колега на Тринити колеџу, у Кембриџу, успео да разуме Монтгомеријево питање. Да Монтгомери те недеље није посетио Институт за напредне студије, ова веза можда не би била откривена.
У природи постоје једнодимензионална, двадимензионална и тридимензионална квазикристала. Математичари дефинишу квазикристал као скуп дискретних тачака чија је Фуријеова трансформација такође представља скуп дискретних тачака. Одличко је извршио обимне прорачуне Фуријеове трансформације нетривијалних нула Зета функције, и дошао је до закључка да оне формирају једнодимензионални квазикристал. То заправо следи из Риманове хипотезе.

## Ставови

### Климатске промене
Дајсон се слаже да антропогено глобално загревање постоји: „један од најважнијих узрока загревања јесте повећање угљен-диоксида у атмосфери које је резултат нашег сагоревања фосилних горива као што су нафта, угаљ и природни гас.” Међутим он верује да су постојећи модели симулације климатских модела зато што не урачунавају неке важне факторе, и стога резултати имају исувише грешака да ми могли да поуздано предвиде будуће трендове.
Модели решавају једначину динамике флуида и они веома добро одрађују описивање кретања течности у атмосфери и океанима. Лоше описују облаке, прашину, хемијске и биолошке карактеристике поља, фарми и шума. Они не почињу да описују стваран свет у коме живимо…
И 2009. године:
Оно што се догађа у последњих 10 година је све већа неусаглашеност између онога што посматрамо и предвиђамо. Сада је јасно да су модели погрешни али то није било тако јасно пре 10 година.
Он је међу потписницима писма упућеног УН у коме се критикује Међувладин Панел о Климатским Променама и такође критикује изопштавање оних научника чији се ставови разликују од опште признатог научног мишљења о климатским променама, тврдећи да је „јеретизам” у читавој историји био важна снага у вођењу научног напретка. „Јеретици који преиспитују догму су потребни… и ја сам поносан тиме што ме сматрају јеретиком. Свету одувек требају јеретици који би изазивали једноумље које преовлада.”
Дајсонови погледи на глобално загревање су строго критиковани. Као одговор томе он истиче „моје супротстављање пропаганди глобалног загревања нису везане за техничке чињенице, о којима и не знам много, већ су пре свега упућено против начина на који се ти људи понашају као и на њихову нетолеранцију на многе критике које су им упућене.”
Године 2008, он је утемељио, сада уобичајену, употребу термина „глобално загревање” као синоним за глобалне антропогене климатске променаме, позивајући се на „мерења која су трансформисала глобално загревање од нејасне теоријске спекулације у прецизну опсевациону науку.”

Међутим, он је тврдио да политички напори за смањење узрока климатских промена одвлаче пажњу од других глобалних проблема који би требало да имају приоритет:
Не кажем да загревање не изазива проблеме; очигледно изазива и требало би да покушамо да то схватимо. Кажем да су проблеми преувеличани. Они одвлаче новац и пажњу са других проблема који су много хитнији и важнији. Сиромаштво, заразне болести, јавно образовање и јавно здравље. Да не спомињемо очување живих бића на копну и у океанима.
У чланку за дневне новине Бостон Глоуб 3. децембра 2015. написао је:
Еколошки покрет је отет од стране хрпе климатских фанатика, који су привукли пажњу јавности са страховитим причама.
Кина и Индија имају једноставан избор. Или ће се обогатити, сагоревањем огромних количина угља, и изазвати велико повећање угљен-диоксида у атмосфери, или остати сиромашни. Надам се да ће изабрати да се обогате. …

Добра вест је да је главни ефекат угљен-диоксида … учинити планету зеленијом, хранивши раст зелених биљака свих врста [и] повећавајући плодност фарми и поља и шума.
Откако се 1970-их занимао за климатске студије, Дајсон је сугерисао да се количине угљен-диоксида у атмосфери могу контролисати садњом брзорастућих стабала. Он израчунава да би за потпуно уклањање угљеника из атмосфере требало трилион стабала.
У интервјуу из 2014. године, рекао је: „Уверен сам да не разумемо климу … Требаће много напорног рада пре него што се то питање реши.”
Члан је академског саветодавног савета Фондације за политику глобалног загревања, истраживачког центра за климатске скептике којим председава Најџел Лоусон.

## Признања и награде
- Дајсон је постао члан Краљевског друштва 1952.
- Додељене су му Лоренцова медаља 1966, Макс Планкова медаља 1969 и Харвијева награда 1977. године.
- Током академске 1984-5 године, одржао је Гифордско предавање у Ејбердину, што је резултовало објављивањем књиге Бесконачност у свим правцима.
- Дајсон је током 1989. предавао на Дјук универзитету као лондонски Фриц предавач. Исте године, постао је члан Тринити колеџа на Универзитету Кембриџ.
- 1993. године добио је награду Енрико Ферми.
- 2000. године, додељена му је награда Темплтон за напредак у религији.
- 2003. године, додељена му је награда за технологију Телуридског технолошког фестивала, у Телуриду, Колорадо.
- 2011. године, Дајсон је признат за једног од двадесет Старих Викехамиста на прослави Ad Portas, што је једно од највиших признања које додељује Винчестер колеџ.
- 2018. године, Дајсону је додељена пра награда за председника одељења за науку и хуманост америчког универзитета Бејрут.

## Књиге
- Symmetry Groups in Nuclear and Particle Physics, 1966 (Academic-oriented text)
- Interstellar Transport, Physics Today 1968
- Dyson, Freeman (1979). Disturbing the Universe. Basic Books. ISBN 978-0-465-01677-8.. Review (scroll down)
- Weapons and Hope, 1984 (Winner of the National Book Critics Circle Award). Review
- Origins of Life, 1985. Second edition, 1999. Review
- Dyson, Freeman J. (1988). Infinite in All Directions. Penguin Books. ISBN 978-0-14-014482-6.. Review
- From Eros to Gaia, 1992
- Selected Papers of Freeman Dyson, (Selected Works up to 1990) American Mathematical Society, 1996.
- Imagined Worlds. Harvard University Press. 1997. ISBN 978-0-674-53908-2.. Review
- The Sun, the Genome and the Internet, 1999. Review
- L'importanza di essere imprevedibile, Di Renzo Editore, 2003
- The Scientist as Rebel, 2006. Review
- Dyson, Freeman J. (2007). Advanced Quantum Mechanics. World Scientific. ISBN 978-981-270-661-4.. Freely available at: arXiv: quant-ph/0608140. (Dyson's 1951 Cornell lecture notes transcribed by David Derbes)
- A Many-Colored Glass: Reflections on the Place of Life in the Universe. University of Virginia Press. 2007.. Review
- Birds and Frogs: Selected Papers, 1990—2014, World Scientific Publishing Company, 2015.
- Maker of Patterns: an Autobiography Through Letters, Liveright/W.W. Norton, 2018.